# Clyde McCoy
Clyde McCoy (ur. 29 grudnia 1903 w Ashland, zm. 11 czerwca 1990 w Memphis) – amerykański trębacz jazzowy.

## Wyróżnienia
Posiada swoją gwiazdę na Hollywoodzkiej Alei Gwiazd.